# لاسوسیسیون
لاسوسیسیون (انگلیسی: L'Association) شرکت انتشارات فرانسوی است، که در سال ۱۹۹۰ تأسیس شد.